# Un corazón despiadado
None but the Lonely Heart (conocida como Un corazón despiadado) es una película romántica dramática estadounidense de 1944 adaptada y dirigida por Clifford Odets, basada en la novela de Richard Llewellyn.
La película se basa en la historia de un joven vagabundo que regresa a casa sin ambiciones pero descubre que su familia lo necesita. Está protagonizada por Cary Grant, Ethel Barrymore y Barry Fitzgerald.

## Sinopsis
Ma Mott administra una tienda junto a su hijo Ernie, un hombre irresponsable y soñador que está siempre sin dinero. Él quiere salir de la ciudad, pero cambia de idea al descubrir que su madre está enferma. Ernie se involucra con la exmujer de un gánster.

## Reparto
- Cary Grant como Ernie Mott
- Ethel Barrymore como Ma Mott
- Barry Fitzgerald como Henry Twite
- June Duprez como Ada Brantline
- Jane Wyatt como Aggie Hunter
- George Coulouris como Jim Mordinoy
- Dan Duryea como Lew Tate
- Roman Bohnen como Dad Pettyjohn
- Konstantin Shayne como Ike Weber
- Marie De Becker como Madame La Vaka (no acreditada)

## Premios y nominaciones
Premios Oscar - 1945:
Victorias
- Mejor Actriz de Reparto: Ethel Barrymore

Nominaciones
- Mejor Actor : Cary Grant
- Mejor Montaje: Roland Gross
- Mejor Música Original: Hanns Eisler y Constantin Bakaleinikoff

National Board of Review - 1944:
Victorias
- Mejor Película